# Rolux

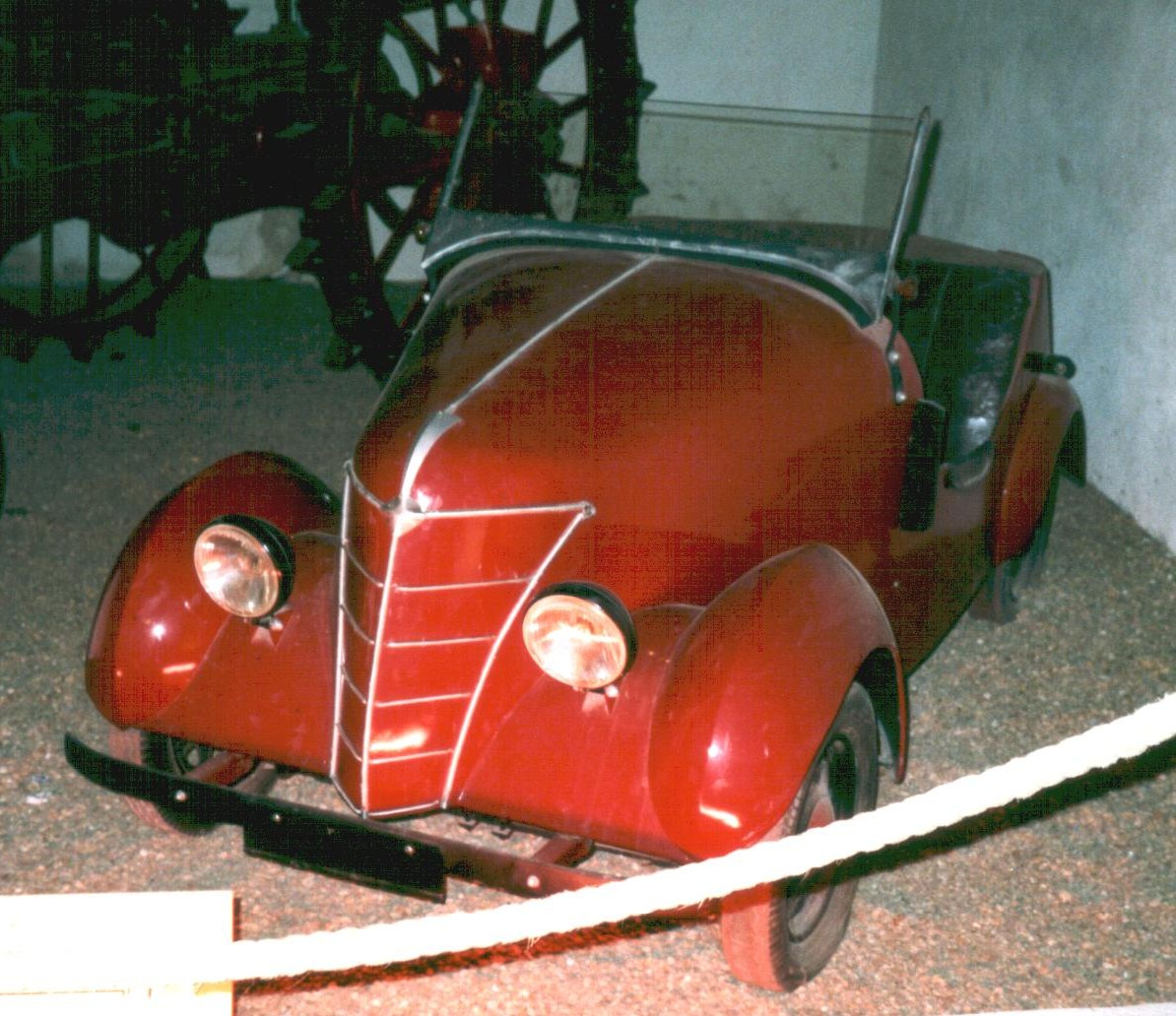
Rolux von 1948

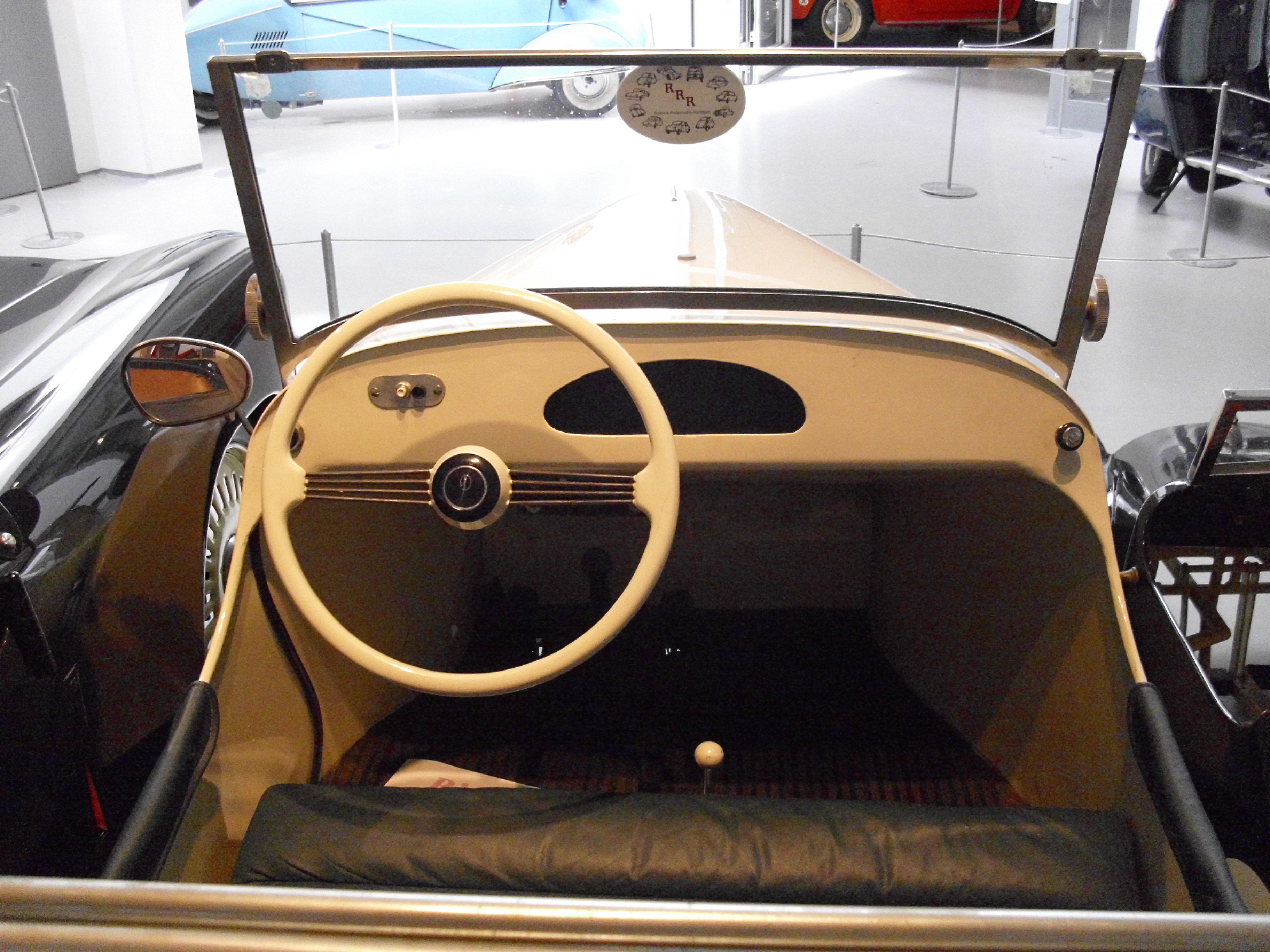
Interieur

Die Société Rolux war ein französischer Hersteller von Automobilen.

## Unternehmensgeschichte
New-Map aus Lyon gründete 1947 das eigenständige Unternehmen Rolux in Clermont-Ferrand zur Produktion von Automobilen. Der Markenname lautete Rolux. 1952 endete die Produktion. Insgesamt entstanden etwa 1000 Fahrzeuge.

## Fahrzeuge
Das Unternehmen stellte Kleinstwagen her. Die Fahrzeuge verfügten über einen Einzylindermotor mit 125 cm³ Hubraum im Heck. Die offene Karosserie ohne Türen bot Platz für zwei Personen.